# Groupement II/2 de Gendarmerie mobile
Ne doit pas être confondu avec Gendarmerie de Mont-de-Marsan ou Escadron parachutiste de la gendarmerie mobile.
Le groupement II/2 (GGM II/2) est un groupement de Gendarmerie mobile française implanté à Mont-de-Marsan (Landes) et appartenant à la région de gendarmerie de Bordeaux. Il comprend 6 escadrons situés en Aquitaine, dont 2 à Mont-de-Marsan.
À la suite de la dissolution du groupement  I/2 en août 2012, 3 de ses escadrons sont placés sous le commandement du GGM II/2.

## Implantation des unités
| \| 250 km1:11 932 000 Groupement Escadron(s) \| |
| 250 km1:11 932 000 Groupement Escadron(s)       |

- EGM 21/2 à Mont-de-Marsan
- EGM 22/2 à Mont-de-Marsan
- EGM 24/2 à Bayonne
- EGM 26/2 à Bouliac (était précédemment l'EGM 12/2 avant dissolution du groupement I/2 en août 2012)
- EGM 27/2 à Marmande (était précédemment l'EGM 13/2 avant dissolution du groupement I/2 en août 2012)
- EGM 28/2 à La Réole (était précédemment l'EGM 15/2 avant dissolution du groupement I/2 en août 2012)

### Dissolutions et transferts
- EGM 23/2 à Mont-de-Marsan dissout en 2010[2]
- EGM 25/2 à Mirande transféré au groupement III/2 en tant qu'EGM 36/2.